# Alain Guerreau
Alain Guerreau (Mâcon, 1948) è uno storico e medievista francese, direttore di ricerca al Centro nazionale di ricerca scientifica.

## Biografia

### Formazione e carriera
Nato a Mâcon ne 1948, Alain Guerreau frequenta i licei di Mâcon, quello du Parc a Lione e quello di Enrico IV a Parigi, studia all'École des chartes dal 1967 al 1971, poi alla Sorbona. Lavora come tirocinante agli Archivi di Francia e nel 1971 diventa archivista paleografo mentre, nel 1973, titolare di storia. Nell'anno 1973-1974, frequenta i corsi della FRA (formazione di ricerca antropologica, VI Sezione dell'EPHE), ed impara la lingua araba a Parigi III. Nel 1976, dopo aver soggiornato a Bagdad, insegna in parecchie scuole secondarie della regione parigina, tra il 1973 e il 1978. Nello stesso anno, entra a far parte del CNRS, a cui dedica tutta la sua carriera. Inoltre, insegna «statistica e cartografia per storici» all'École nationale des chartes dal 2002 al 2007.

### Vita privata
Sposato con Anita Jalabert, da cui ha una figlia, Isabella.

## Lavoro

### Fonti d'ispirazione e orientamenti
Riceve una formazione classica all'École des chartes. Ma, tra i diversi storici illustri che ha preso in considerazione (Jean Favier, Bernard Guenée, Pierre Vilar, Bertrand Gille, Jacques Le Goff), è da quest'ultimo che riceve la spinta decisiva: l'idea che la situazione della storia medievale non sia affatto soddisfacente, ma che si può, e si deve, disporre dei mezzi necessari al fine di porvi rimedio, costruendo una «nuova» storia medievale. A ciò, bisogna aggiungere la preoccupazione di un'elaborazione astratta rigorosa, i cui principi fondamentali sono stati forniti da Maurice Godelier. Infine, il suo orientamento verso un formalismo chiaro e le manipolazioni numeriche che egli rende possibili sono ampiamente dovute al contributo del sociologo Philippe Cibois.
Il principio guida dei suoi lavori consiste nel pensare che un serio progresso nelle conoscenze storiche sia possibile solo a condizione di «tendere l'arco», ovvero andare con fermezza in due direzioni (apparentemente) opposte, l'analisi erudita e la tecnica più fine, e la ricerca astratta che punta a costruzioni teoriche inedite; una possibile via di mezzo è quella di elaborare nuovi metodi di analisi e di rielaborazione (prospettiva ad oggi aperta in modo incommensurabile attraverso l'espansione degli strumenti informatici).

### Storia regionale: Mâcon e la Borgogna
Dopo gli anni '60, la Borgogna rappresenta il suo «campo pratica» privilegiato. Egli ha compiuto uno sforzo metodico per conoscere meglio le fonti scritte (in gran parte inedite e mai utilizzate), ma facendo prestare un'attenzione sempre costante anche al patrimonio materiale. In tal modo ha scoperto in extremis il sito di San Clemente di Mâcon, che ha perlustrato insieme al suo collega Christian Sapin dal 1985 al 1992, portando alla luce la chiesa funeraria dei primi vescovi di questa città (nel VI secolo), edificio poi ripreso e trasformato di continuo fino al XIX secolo. Ha cercato di documentarsi il più possibile sul corpus delle chiese romane di Saône-et-Loire (più di trecento), che forse potrebbe essere messo in relazione con il corpus delle carte medievali della Borgogna, la cui numerazione è stata realizzata dall'équipe di storici del CNRS di Digione (Eliana Magnani e Marie-José Gasse-Grandjean).

### Metrologia storica
A partire dai primi anni '80, parte dall'ipotesi che si può, attraverso un'attenta analisi, risalire alle misure originarie delle chiese medievali, ovvero risalire sia alle unità di lunghezza impiegate, sia ai numeri utilizzati per l'impianto. Egli stesso effettua, in compagnia di Anita Guerreau, il rilievo di una serie di chiesette romane della regione di Mâcon. Ma è solo all'inizio degli anni '90 che riesce a ricostruire le principali «regole» di analisi, fortemente legate alle forme di rappresentazione dello spazio usate nel Medioevo. Dopo aver mostrato come si possano rilevare le misure originarie della cattedrale di Beauvais, applica il metodo ad un insieme di edifici romani e gotici (Digione, Genova, Tournus, Cluny). Peraltro, dal XIV al XVIII secolo, si preoccupa anche di altri tipi di misure, e pubblica un lavoro dettagliato sull'evoluzione delle misure del grano e del pane a Mâcon.

### Statistica storica
Fin dai suoi primi lavori (finanze municipali di Mâcon alla fine del Medioevo), è colpito da una quantità inimmaginabile di dati numerici celati dagli archivi, e dalle difficoltà (all'epoca insormontabili) per poterli trattare seriamente. A partire dalla fine degli anni '70, immagina le incredibili possibilità offerte con l'avvento dell'elettronica, impegnandosi nell'uso diretto della microinformatica e, a partire dagli inizi degli anni '80 (programmazione), si concentra, in particolar modo, sul metodo definito «analisi fattoriali». Riflette sulle conseguenze che può, e deve, avere una considerazione metodica della nozione di ordine di grandezza, in generale, completamente ignorata (consentendo ogni sorta di sbandamento e di controsenso), nozione che deve essere abbinata a quella di relazione, o meglio, di insieme di relazioni. Ciò che lo porta ad approfondire le possibilità del formalismo, nozione la cui applicazione responsabile implica un chiarimento esplicito dei termini utilizzati.

### Semantica storica
Sia la riflessione sui metodi statistici sia lo studio delle tradizioni storiografiche portano inevitabilmente alla conclusione che uno dei principali deficit della storia risieda nell'assenza di qualsiasi tipo di studio metodico sul senso delle parole e degli oggetti, e nell'illusione correlativa della possibilità di comprensione diretta tramite sola lettura. Da ciò deriva l'imperativo categorico: prefissarsi come principale obiettivo una ricostruzione esplicita di questo senso e, in particolar modo, della sua formazione e delle sue trasformazioni (il più delle volte radicali). La distinzione, ereditata dal XIX secolo, tra «ciò che ha un senso» (ancora chiamato «realtà storica») e ciò che non lo ha (ovvero «leggende» o «falsi») è un drammatico ostacolo al progresso delle conoscenze; l'assurda teoria che vuole che ogni generazione ricostruisca la storia in funzione delle proprie preoccupazioni distrugge a priori qualsiasi tentativo di conoscenza razionale del passato umano. Ma tale prospettiva, che obbliga ad un profondo ragionamento, ed esige, dunque, uno sforzo considerevole, è rimessa in discussione da alcuni, come testimoniano le critiche al suo articolo su «vinea».

### Ricerche teoriche
Sulla scia di Jacques Le Goff e Maurice Godelier, Alain Guerreau è partito dall'ipotesi di base secondo cui la società medievale abbia una logica completamente diversa da quella della società contemporanea (proprio come quella della società antica).
In questo ambito, il bilancio delle riflessioni, effettuato a partire dal 1980 ( Il Feudalesimo, un orizzonte teorico) e approfondito vent'anni dopo (L'avvenire di un passato incerto), mostra la profondità del deficit e la portata del lavoro necessario. Questa ipotesi non è, per così dire, mai stata formulata, se non da alcuni storici come Jacques Le Goff e Ludolf Kuchenbuch.
La scoperta fondamentale è stata quella della doppia frattura teorica del XVIII secolo. In due parole: parecchi anni dopo il crollo del sistema feudale (fine del XVII secolo), alcuni pensatori con diverse convinzioni e di paesi diversi (In particolare Inghilterra e Francia) si sono impegnati a gettare le basi concettuali di un nuovo sistema, interamente inedito, e per far ciò hanno, prima di tutto, attuato una decostruzione radicale del sistema di rappresentazione precedente, che sono riusciti sia a smembrare che a screditare. Sono riusciti a far scoppiare completamente e a rendere, per così dire, impensabili le grandi articolazioni del sistema feudale, il quale aveva dominato l'Europa per dodici secoli. Alain Guerreau cerca di mostrare che, a tal proposito, i due concetti chiave sono ecclesia e dominium (due concetti collegati, sebbene completamente distinti, ragion per cui egli usa il termine di doppia frattura).
Per concludere, in molti testi degli anni 1990 e 2000, egli tenta di mostrare, in concreto, come queste due relazioni di base si congiungessero e dimostrasser la loro vera efficacia nell'ambito di uno «spazio medievale», che bisogna intendere sia come un sistema di rappresentazioni e di regime agrario, sia come un metodo e un mezzo di dominazione. Come ci ricorda di continuo, il nostro concetto di spazio (i.e. cartesiano) non esisteva in alcun modo nell'Europa medioevale che, del resto, non aveva a disposizione nessuna parola per designare ciò che noi consideriamo una «realtà» di base. E il successo della ricostruzione delle misure delle chiese medioevali non è la conseguenza minore del nuovo realismo introdotto da questa riflessione sulla specificità essenziale del sistema delle rappresentazioni medioevali.